# 連信仲
連信仲（英語：Hsin-Chung Lien，1963年—），臺灣機械工程研究學者、教育家。曾任臺北城市科技大學校長14年、財團法人高等教育評鑑中心基金會大學校院校務評鑑委員、中華民國經濟部智慧財產局專利審查委員等，

## 簡歷
- 臺北城市科技大學校長14年
- 萬能科技大學副校長
- 南亞技術學院校長
- 北投區教育會 理事長
- 「氣壓」職類乙、丙級技術士技能檢定術科測試場地及機具設備評鑑委員
- 中華民國經濟部智慧財產局兼任專利審查委員
- 財團法人高等教育評鑑中心大學校院校務評鑑及追及評鑑與再評鑑評鑑委員（2011/2013）
- 中華民國私立科技大學校院協進會第9屆理事（2019/1/10-2010/7/31）
- 國立台灣科技大學校務自評委員（2009/2014/2020）

## 專業榮譽
- 中華民國私立教育事業協會全國模範教師 2006/09
- 中華民國私立教育事業協會大勇獎	2006/09
- 中華民國私立教育事業協會大智獎	2016/09

## 專利與獎項
- 發表專利超過100項
- 指導學生參加全國實務專題競賽獲獎共計（页面存档备份，存于）

1. ↑  李雪芬.[ https://talk.ltn.com.tw/article/paper/1367012高教展望》城市科大校長連信仲︰科大應拿掉「科技」2字] （页面存档备份，存于）.自由時報.2020-04-20
2. ↑  大紀元電子報. . 大紀元電子報. 2021-08-03  [2021-11-20]. （原始内容存档于2023-01-19）.